# Roassit
Rosasit là một khoáng vật cacbonat, có thể dùng làm quặng trích chiết một lượng nhỏ kẽm và đồng. Về mặt hóa học, nó là một hydroxide cacbonat kẽm đồng với tỉ lệ đồng:kẽm là 3:2, có mặt trong đới oxy hóa của quặng đồng-kẽm. đu7o75c phát hiện năm 1908 trong mỏ Rosas ở Sardinia, Ý, và được đặt theo tên địa danh này.